# Riversul
Riversul este un oraș în São Paulo (SP), Brazilia.